# فرد فیگلهورن
فرد فیگلهورن (به انگلیسی: Fred Figglehorn) یک شخصیت داستانی ساختگی ، خلق و ایفا شده توسط بازیگر آمریکایی لوکاس کروکشنک است.

## زندگی
فرد یک پسر شش ساله با صدایی کلفت ، عدم توانایی کنترل خشم و دارای زندگی نسبتاً نابه سامان است
کروکشنک یک نوجوان اهل کلمبوس ، نبراسکا کانال فرد را بر روی سایت به اشتراک گذاری ویدئو یوتیوب ایجاد کرد و سری ویدیوهای خود را در آن به اشتراک گذاشت.اگر چه صدای کروکشنک به عنوان فرد، دارای تن بالاتری نسبت به صدای واقعی وی است.

## فیلم ها
1. فرد: نمایش
2. فرد: فیلم
3. فرد ۲: شبی که فرد زنده شد
4. فرد ۳